# Küret

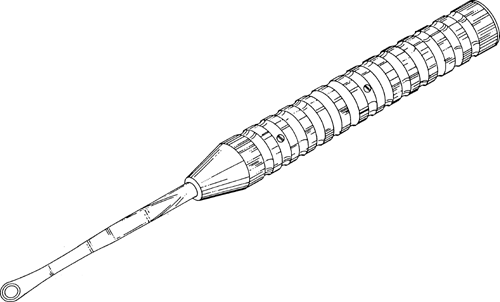
Egy küret rajza

A küret egy kanál alakú sebészeti eszköz. A beteg területek megtisztítására használják. A szó francia eredetű, curette-ként használják és kaparást jelent.

## Használata
Számos területen használják a méhkaparástól a mandulák kimetszéséig.